# Charles Eyck

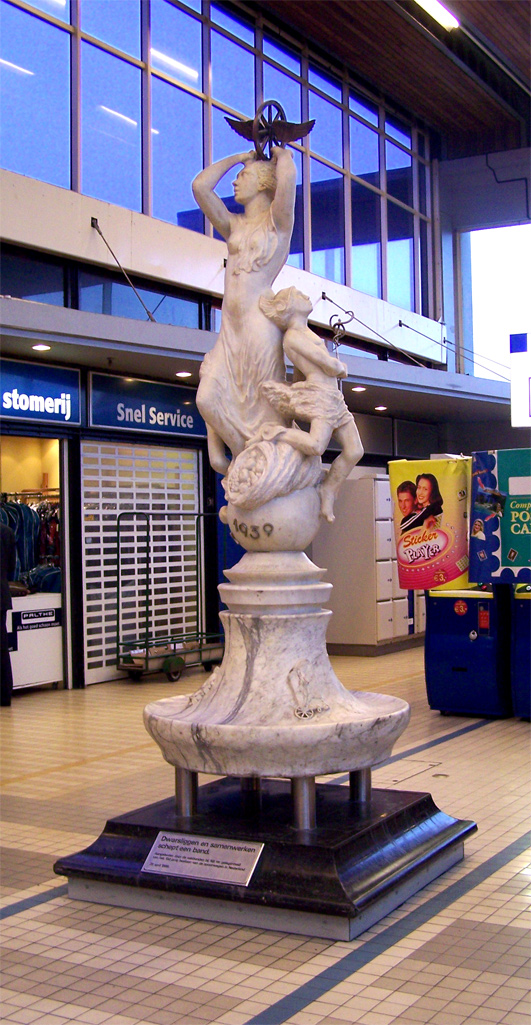
"Verkeer" en el vestíbulo de la estación de Centraal Utrecht. La estatua se inauguró en 1939, pero no se ejecutan en 1940, fue un regalo de la Asociación del Personal de la Junta Ejecutiva del NS, en honor al centenario de la NS y diseñado por Charles Eyck, pero tallada por Jo Uiterwaal.

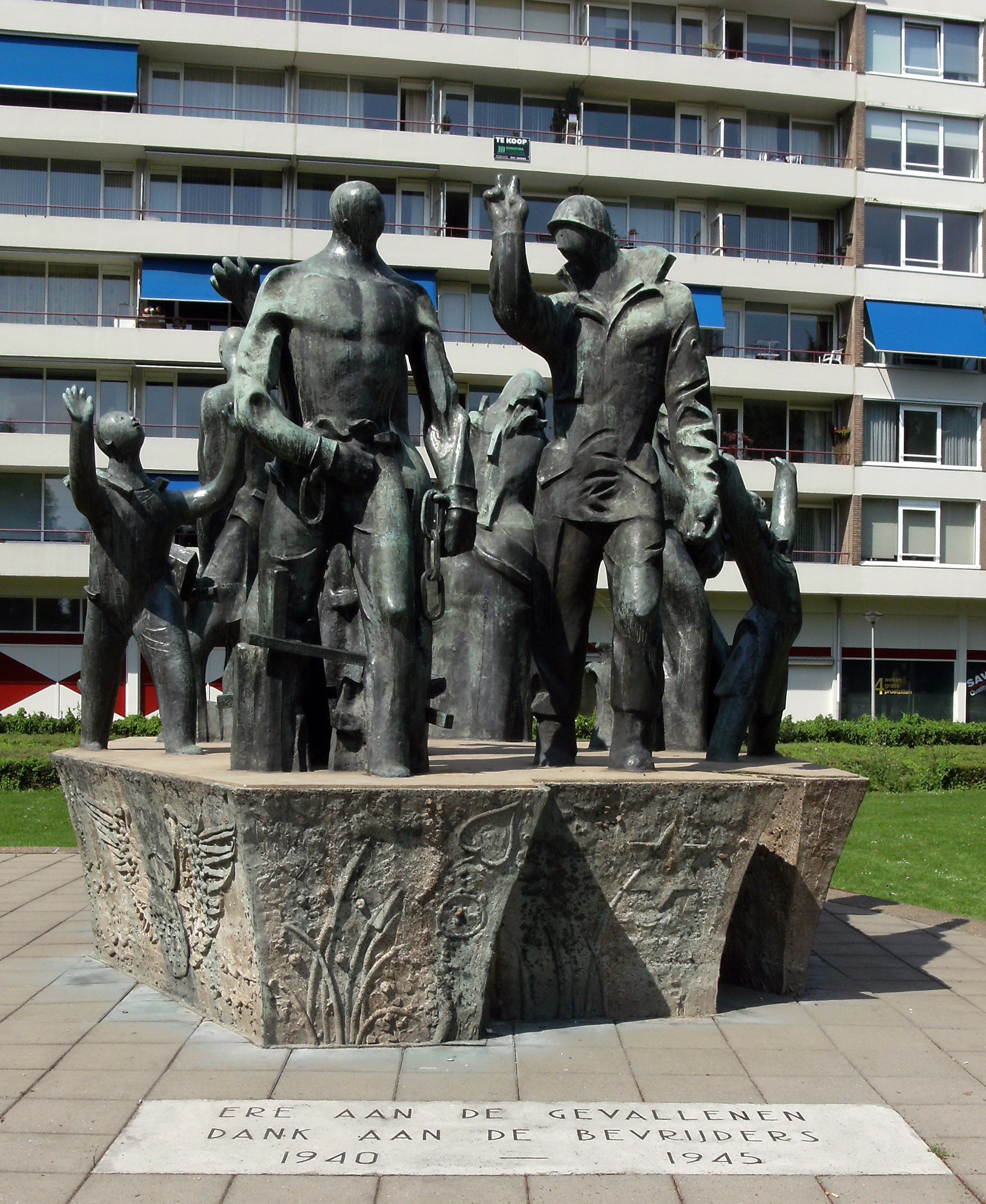
Monumento a la Liberación en la plaza Konings de Maastricht

Charles Hubert Eyck (en ocasiones escrito Eijck (Meerssen, 24 de marzo de 1897 - Schimmert, 2 de agosto de 1983) fue un pintor y escultor expresionista de los Países Bajos. Diseñador de vidrieras y esculturas.

## Datos biográficos
Charles Hubert Eyck quinto de 14 hijos nacidos en Meerssen. Pasó la fiebre escarlatina y tifoidea con 11 años. A la edad de 14 años, entra a trabajar como aprendiz como pintor de cerámica en la fábrica de Cerámica en Maastricht. 
Con 18 contacta con el pintor Jean Wingen que le ayudará a entrar en la Academia.
Recibió su formación para el arte monumental, incluyendo pinturas murales, cristal manchado, grisallas en vidrio en la Academia Estatal de Ámsterdam. En 1922 ganó el Premio de Roma. En Italia conoció a Karin Meyer ("Bimba") , con quien se casaría en Estocolmo en 1924. Después de breves estancias en Suecia, Francia meridional, Ámsterdam, Clamart, y Utrecht, se instaló en Schimmert. 

## Obras
Entre las mejores y más conocidas obras de Charles Eyck se incluyen las siguientes:
- altar y Viacrucis en Zeist
- ventanas de la escuela católica secundaria en Heerlen
- 24 vidrieras en la iglesia de Achterveld
- Monumento a la Liberación en la Plaza del Rey en Maastricht
- ventanas en la ciudad de Uithuizermeeden (1945)
- vidrieras en la Martinuskerk
- Viacrucis , en Enschede, en la Koepelkerk de Maastricht y en Schijndel
- Estaciones de la Cruz de San Juan, Waalwijk
- Estaciones de la Cruz en la Iglesia de San Francisco (Groningen, 1946)
- pintura de la bóveda y el ábside de la Groot Genhout (municipio Beek)
- pinturas en la Iglesia de Nuestra Señora en Helmond
- pintura de la iglesia a Wittem
- La pintura oficial de la coronación de la Reina Juliana (1948)
- murales en la iglesia de Jeantes (Picardía)
- vitral en la Cámara de Comercio de ex Venlo.
- vidrieras en la iglesia  San Cathrien de la ciudad de Stadskerk en Eindhoven, los Profetas, María ventana, y todas las ventanas en el acuerdo (hacia 1948/50)
- vidrio en la Iglesia de San Juan en Gouda.
- Diseño de la Iglesia Meerssen , la Past.Dom.Hexstraat.
- Ilustraciones para "Karel y la Elegast" por mr. Spuisers Sers Spui

Inicialmente, su trabajo fue expresionista de diseño. Más tarde fue criticado porque persistía en las mismas formas con motivos religiosos.  En parte debido a estas críticas y su cada vez más acusada sordera, vivió recluido en su casa "Ravensbos" en Schimmert, diseñada por él mismo.
Charles Eyck murió a los 86 años.
La empresa de transporte público Veolia ha nombrado uno de sus trenes con su nombre.

## Galería

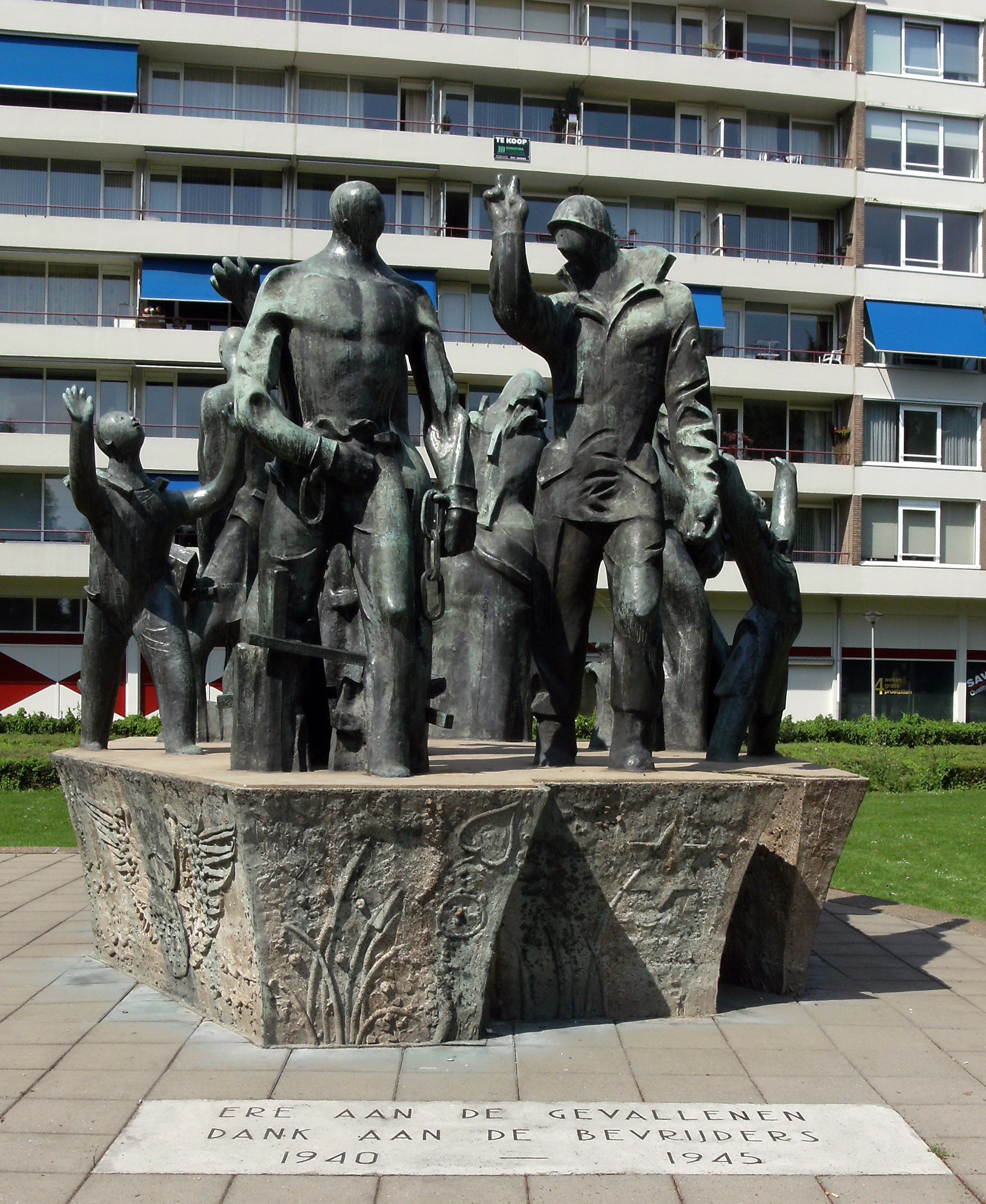
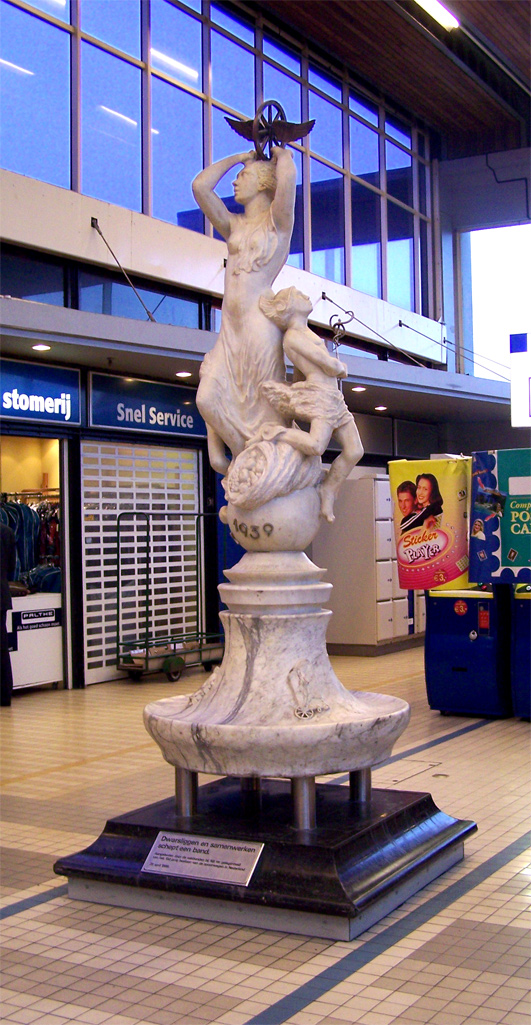
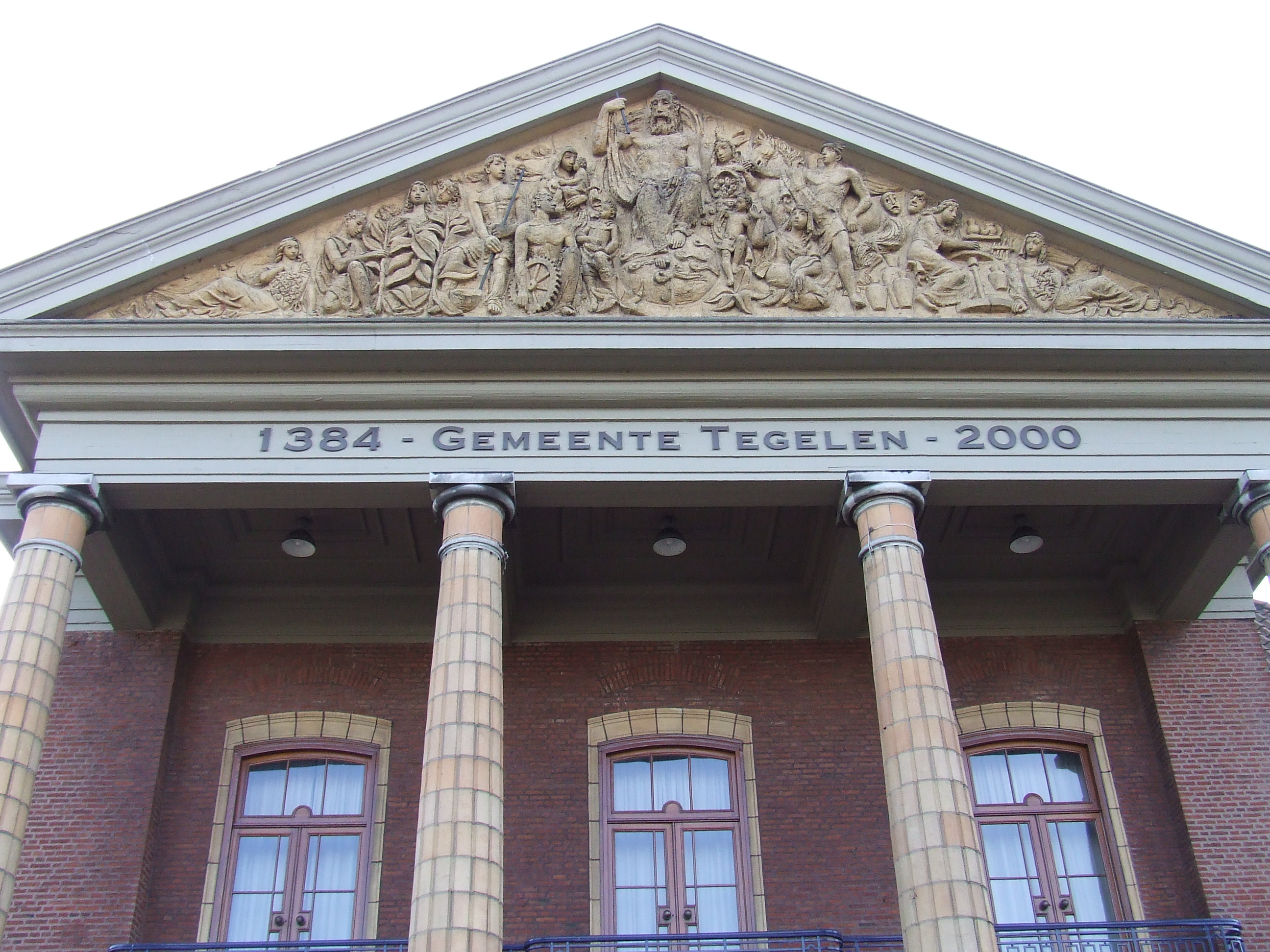
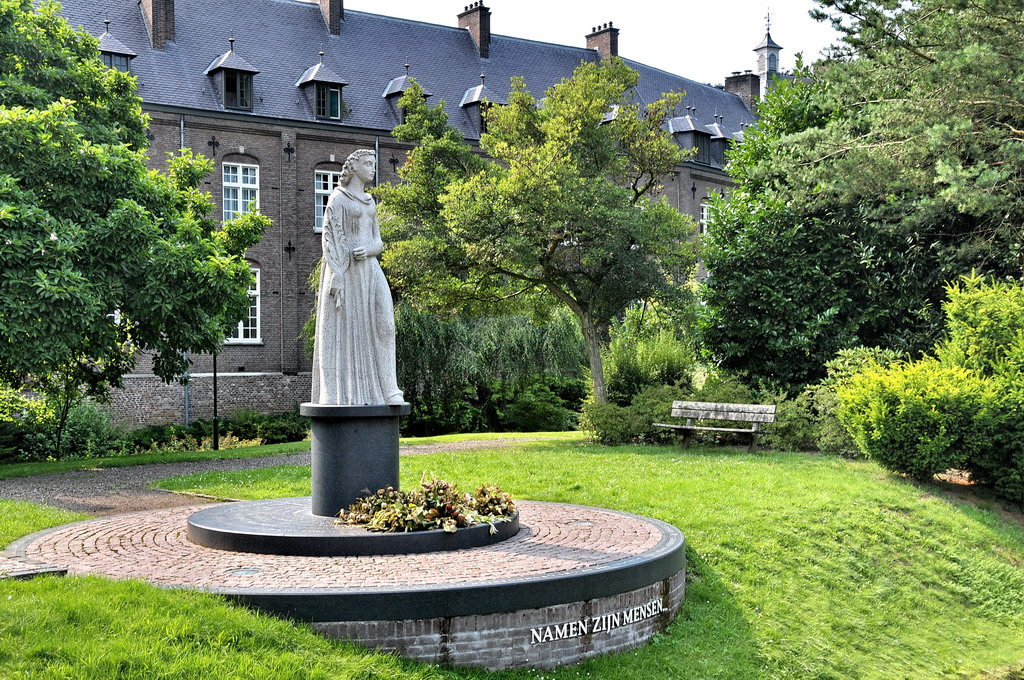
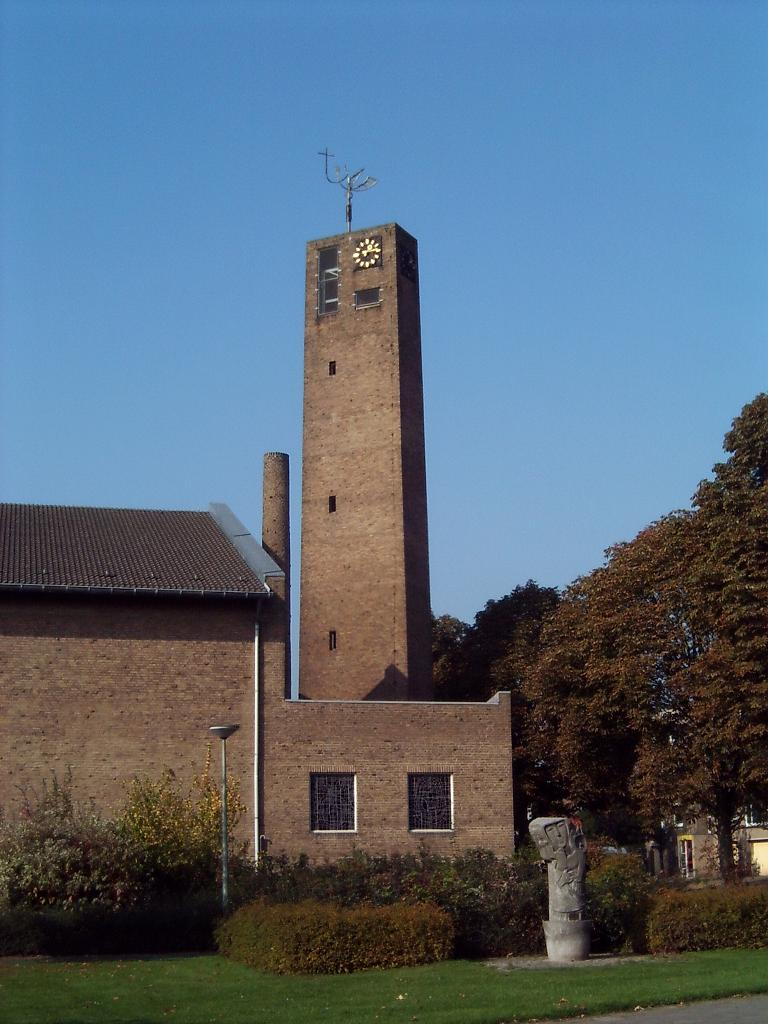
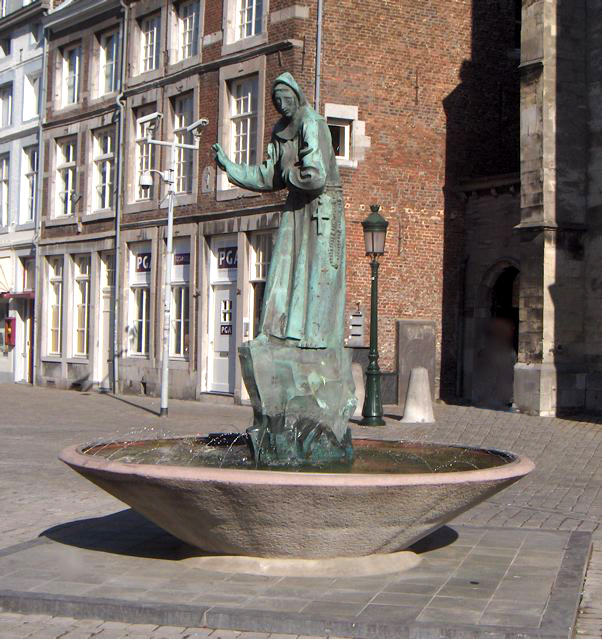